# 蒂莫特斯
蒂莫特斯（西班牙語：Timotes），是委內瑞拉的城鎮，位於該國西部梅里達州，是米蘭達市的首府，始建於1619年，距離梅里達市116公里，該城鎮海拔高度2,025米，人口18,179。